# Jon Bru Pascal
Jon Bru Pascal (Bera, 18 d'octubre de 1977) és un ciclista navarrès, que fou professional entre 2002 i 2008.

## Palmarès
- 2001
  - 1r al Memorial Valenciaga
- 2003
  - Vencedor d'una etapa a la Volta a les terres de Santa Maria da Feira
- 2006
  - Vencedor de 2 etapes a la Volta al Districte de Santarém